# Balagodu, Tirthahalli
Balagodu là một làng thuộc tehsil Tirthahalli, huyện Shimoga, bang Karnataka, Ấn Độ.